# Antennoeme quadriplagiata
Antennoeme quadriplagiata là một loài bọ cánh cứng trong họ Cerambycidae.